# Franz Rudolf von Schwachheim
Franz Rudolf von Schwachheim (getauft 20. Dezember 1731 in Bern; † 9. Oktober 1804 in München), seit 1770 Freiherr von Schwachheim, war ein bayerischer Diplomat schweizerischer Herkunft.

## Leben

### Arzt und Jurist

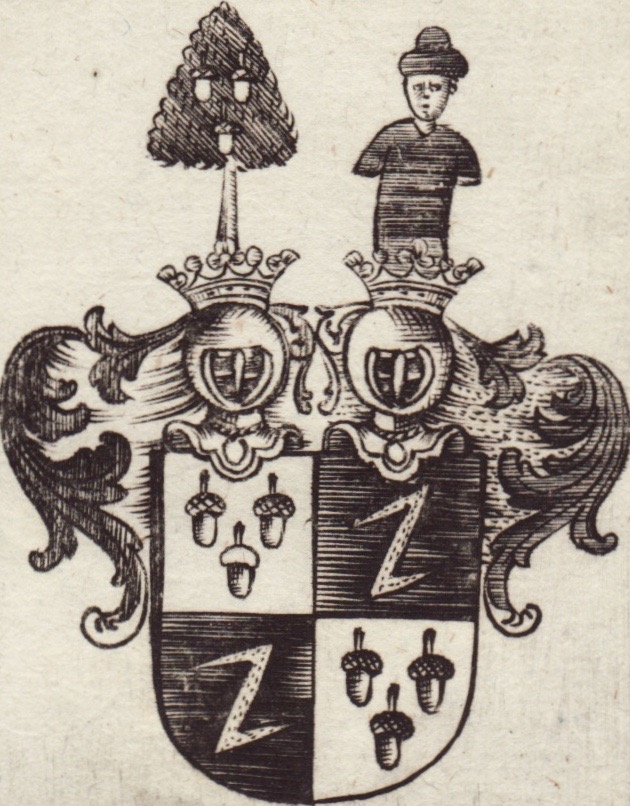
Wappen Schwachheims (1775).

Seine Eltern waren der aus Hannover stammende Apotheker Franz Daniel Schwachheim und dessen Ehefrau Marianne Wyttenbach, eine Apothekerstochter aus dem Berner Patriziat. Schwachheim wurde 1736 Bürger von Lausanne. Er besuchte dort das Gymnasium und die Akademie. Dann studierte er an verschiedenen deutschen Universitäten, wohl zuerst Jura, dann Medizin; Letzteres unter anderem bei Albrecht von Haller im hannoveranischen Göttingen.
Schon als Studierender trat er 1755 in den Dienst des Hauses Bayern: Wie sein Vater wurde er Leibarzt von Kardinal Johann Theodor von Bayern und von Clemens Franz Herzog in Bayern. 1757 promovierte er im preussischen Halle mit einer Dissertation über Cobalt zum Dr. med. Im selben Jahr trat er einer Freimaurerloge bei. 1758 erwarb sein Vater Bad Schinznach im Berner Aargau. 1759 wurde Schwachheim in die Kaiserliche Akademie der Naturforscher Leopoldina in Halle aufgenommen.

### Gesandter in Schaffhausen und in Berlin

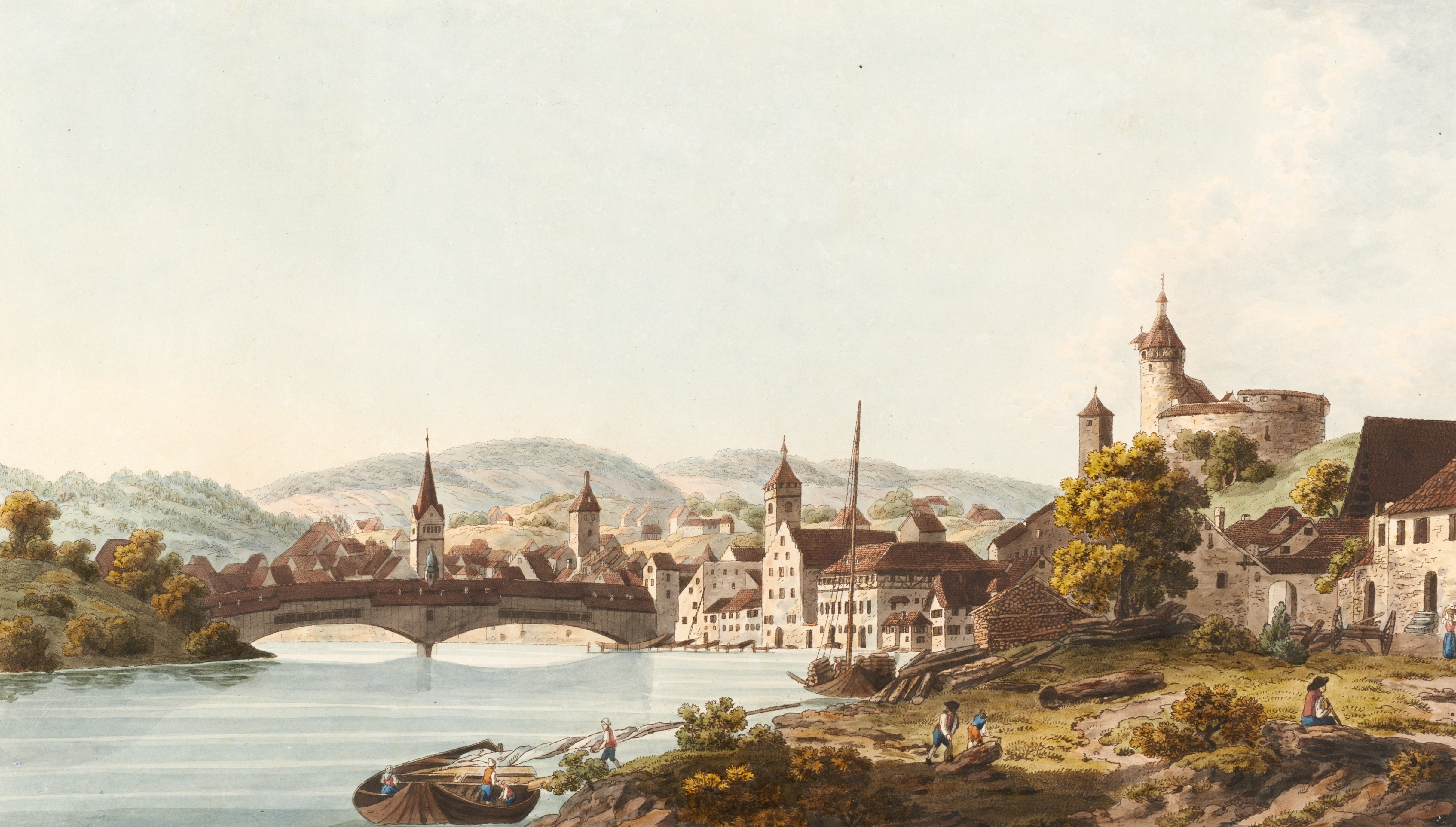
Christian von Mechel (1737–1817): Schaffhausen.

1763 heiratete er Maria Josepha Reichsfreiin von Bossi von Löwenklau (ca. 1739–1789), die vom Kurfürsten Maximilian III. Joseph von Bayern protegiert wurde. Bei diesem Anlass konvertierte er wahrscheinlich zum Katholizismus. 1767 wurde er wirklicher Hofrat, das heisst Mitglied der obersten Justizbehörde in München. Nach dem Tod von Herzog Clemens Franz ernannte ihn der Kurfürst 1770 zum Residenten in der Eidgenossenschaft mit Sitz in Schaffhausen. Gleichzeitig erhielten sein Vater und sein Onkel Dr. med. Gabriel Franz Schwachheim mit ihren Nachkommen den Freiherrentitel.
1772 wurde er als bayerischer Minister an den Hof Friedrichs II. von Preußen entsandt. Seine wichtigste Aufgabe bestand darin, einen Reichskrieg gegen Bayern abzuwenden. Maximilian III. Joseph hatte nämlich die Hungerkrise von 1770–1772 auszunützen versucht, um sich die Reichsstadt Regensburg gefügig zu machen, wo der Reichstag seinen Sitz hatte. Die von Erfolg gekrönte Mission in Berlin, welche sich bis 1774 hinzog, stellte den Höhepunkt von Schwachheims Karriere dar. Da er für seine Spesen selber aufkommen musste, büsste er aber in dieser Zeit sein ganzes Vermögen ein. Die Hoffnung auf das Erbe seines Verwandten Joseph Peter Graf von Schwachheim (1707–1775), ehemals kaiserlich-königlicher Botschafter in Konstantinopel, ging nicht in Erfüllung.

### Des Kindesmissbrauchs beschuldigt

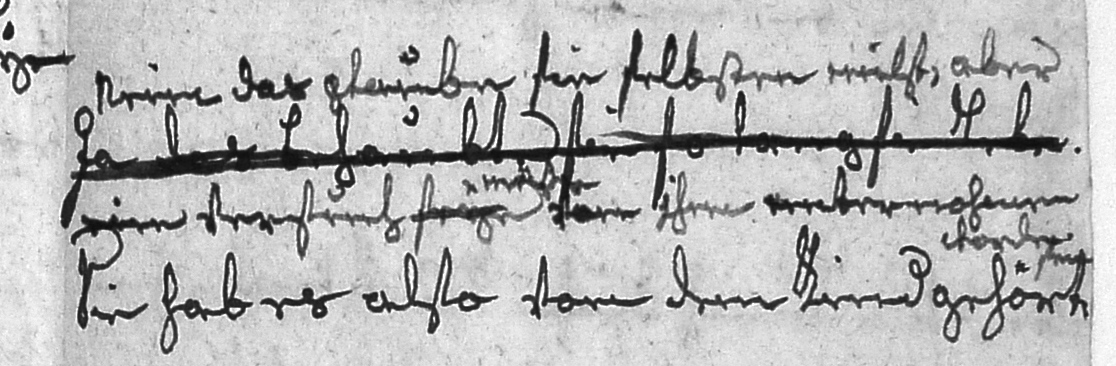
Frau Gäschlin auf die Frage, ob Schwachheim ihre Tochter vergewaltigt habe: Ja, das behaubte sie, so lang sie lebe. Im Protokoll durchgestrichen und ersetzt durch: Nein, das glaube sie selbsten nicht, aber ein Versuch müße von ihme unternohmen worden seyn. Sie hab es also von dem Kind gehört. (Staatsarchiv Schaffhausen, Justiz D 2, Band 22, 1778, Nr. 5).

1775 kehrte er mit den Titeln Geheimrat und Minister nach Schaffhausen zurück. Doch 1778 wurde die Gesandtschaft in der Schweiz vom neuen Kurfürsten Karl Theodor aufgehoben und Schwachheim pensioniert. Als standesgemässen Wohnsitz für ihn erwarb sein Vater darauf die Herrschaft Baldingen und Böbikon in der Grafschaft Baden.
Vor Schwachheims Wegzug aus Schaffhausen wurde publik, dass er 1776 die damals 11- oder 12-jährige Haushaltshilfe Anna Katharina Gäschlin vergewaltigt habe. Auf sein Drängen hin stellte ihm der Rat der Stadt – wohl im Interesse des einträglichen Salzhandels mit Bayern – einen Persilschein aus. Das mutmassliche Opfer und dessen verwitwete Mutter verurteilte er wegen Verleumdung zu je vier Wochen Haft, Letztere zudem zu acht Jahren Verbannung. Zuvor war das Vernehmungsprotokoll bearbeitet worden (vergleiche Abbildung).

### Oberlandesregierungsrat in München

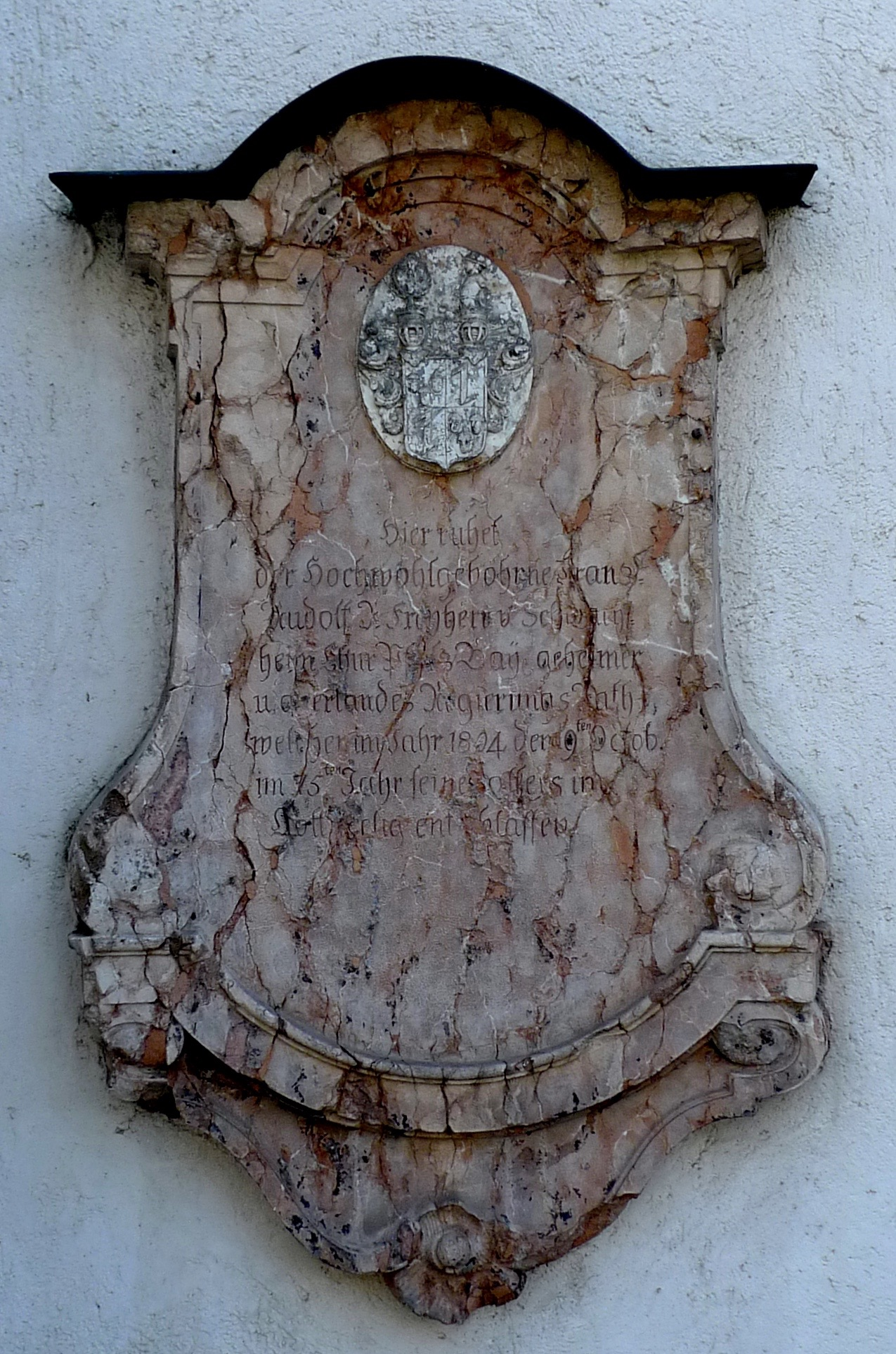
Epitaph Schwachheims, Alte Haidhauser Kirche, München.

1780 bewarb sich Schwachheim erfolglos um die Stelle des bayerischen Gesandten beim Schwäbischen Reichskreis. Erst 1781 nahm ihn der Kurfürst als wirklichen Oberlandesregierungsrat mit Sitz in München wieder in den aktiven Staatsdienst auf. Die verlangte Entschädigung für seine Auslagen in Berlin und für die Aufhebung der Gesandtschaft in der Schweiz erhielt er nicht.
In München trat Schwachheim einem Zirkel bei, dessen Angehörige wie sein Vater alchemistische Experimente machten. Andererseits beteiligte er sich an einem Versuch zur Einsparung von Feuerholz, den Karl Theodors Favorit Graf Rumford durchführte. Beim Regierungsantritt von Maximilian IV. Joseph wurde er 1799 in den Ruhestand versetzt.
Von den ehelichen Kindern Schwachheims fiel Rudolf (Geburtsdatum unbekannt) als bayerischer Oberleutnant im Jahr 1800 bei Hohenlinden. Von den drei Töchtern heiratete Eleonore (1766–1842) Anselm Freiherr von Osterberg (1750–1823). Josephine (1776–1832) und Augusta (1780–1848) blieben ledig. Der uneheliche Sohn Daniel (1760–1828) erhielt eine handwerkliche Ausbildung und musste im Alter von seiner Heimatgemeinde Lausanne unterstützt werden.